# Basilique de la Candelaria
Pour les articles homonymes, voir Candelaria.
La Basilique et le Royale Sanctuaire Marial de Notre-Dame de la Candelaria (Basílica y Real Santuario Mariano de Nuestra Señora de la Candelaria en espagnol), également connue sous le nom Basilique de la Candelaria (Basílica de la Candelaria en espagnol) est une basilique, le premier sanctuaire marial des îles Canaries, situé dans la municipalité de Candelaria sur l'île de Tenerife (Îles Canaries, Espagne).
La basilique est dédiée à la Vierge de la Candelaria (Patronne des îles Canaries). Elle est située à 20 kilomètres au sud de la capitale de l'île, Santa Cruz de Tenerife. Il est le plus important sanctuaire catholique dans les îles Canaries et l'un des plus importants en Espagne, avec plus de 2,5 millions de visiteurs par an,.

## Histoire
La Basilique de Candelaria a été construite près de la grotte dans laquelle les Guanches vénéraient la Vierge Marie près de la plage où a été trouvée l'image de la Vierge. La basilique a été construite sur le site où se trouvait autrefois l'ancienne église disparue dans un incendie en 1789.
La basilique a été construite par l'architecte José Enrique Marrero Regalado (es) , entre 1949 et 1959. À côté de la basilique se trouve le couvent des dominicains, un ordre religieux responsable du sanctuaire. La hauteur de 45 mètres de son clocher  en fait une caractéristique dominante des environs.
La Basilique de la Candelaria est classée comme « Bien d'Intérêt Culturel », déclarée comme telle par le gouvernement des îles Canaries. Le temple a été déclaré par le pape Benoît XVI comme une basilique mineure le 24 janvier 2011, la consécration en a été faite le 2 février, coïncidant avec la fête de la Candelaria.

## La basilique et ses environs
À l'intérieur du temple se trouve l'image de la Vierge de la Candelaria qui est une Vierge noire, un autre élément important de l'intérieur de la basilique sont les peintures murales. On trouve aussi les célèbres sculptures des neuf Menceyes Guanches de Tenerife, situé dans la Plaza de la Patrona de Canarias (Place de la Patronne des Canaries) à côté de la basilique.
La Place de la Patronne des Canaries est une grande place en face de la Basilique de la Candelaria, sur ce site sont de grands événements culturels et religieux. Tous les 2 février et 15 août, cette basilique accueille des milliers de pèlerins qui viennent à la ville de Candelaria, pour vénérer la Vierge de Candelaria le jour de sa fête.

## Intérieur
La basilique est un bâtiment de taille considérable, avec une capacité de 5 000 personnes. Le temple a trois grandes nefs, plusieurs chapelles, la salle des bougies et la chapelle de la Vierge:
- Chapelle et Camarín de la Vierge de Candelaria: C'est là que l'image de la Vierge, est une chambre située directement derrière l'autel (appelée camarín). Cet endroit peut accéder les fidèles après la messe pour se rapprocher de l'image de la vierge.
- Chapelle du Sagrario: Il est situé à côté de la sacristie et il dispose d'une murale représentant la Cène de Jésus avec ses apôtres. Voici la garde du Saint-Sacrement.
- Chapelle du Christ de la Réconciliation: C'est l'endroit où les aveux sont faits. Ce chapelle est visité par les fidèles et il dispose d'une image spectaculaire du Christ crucifié.
- Salle des bougies: Elle est située près de l'entrée principale de la basilique.

## Photos

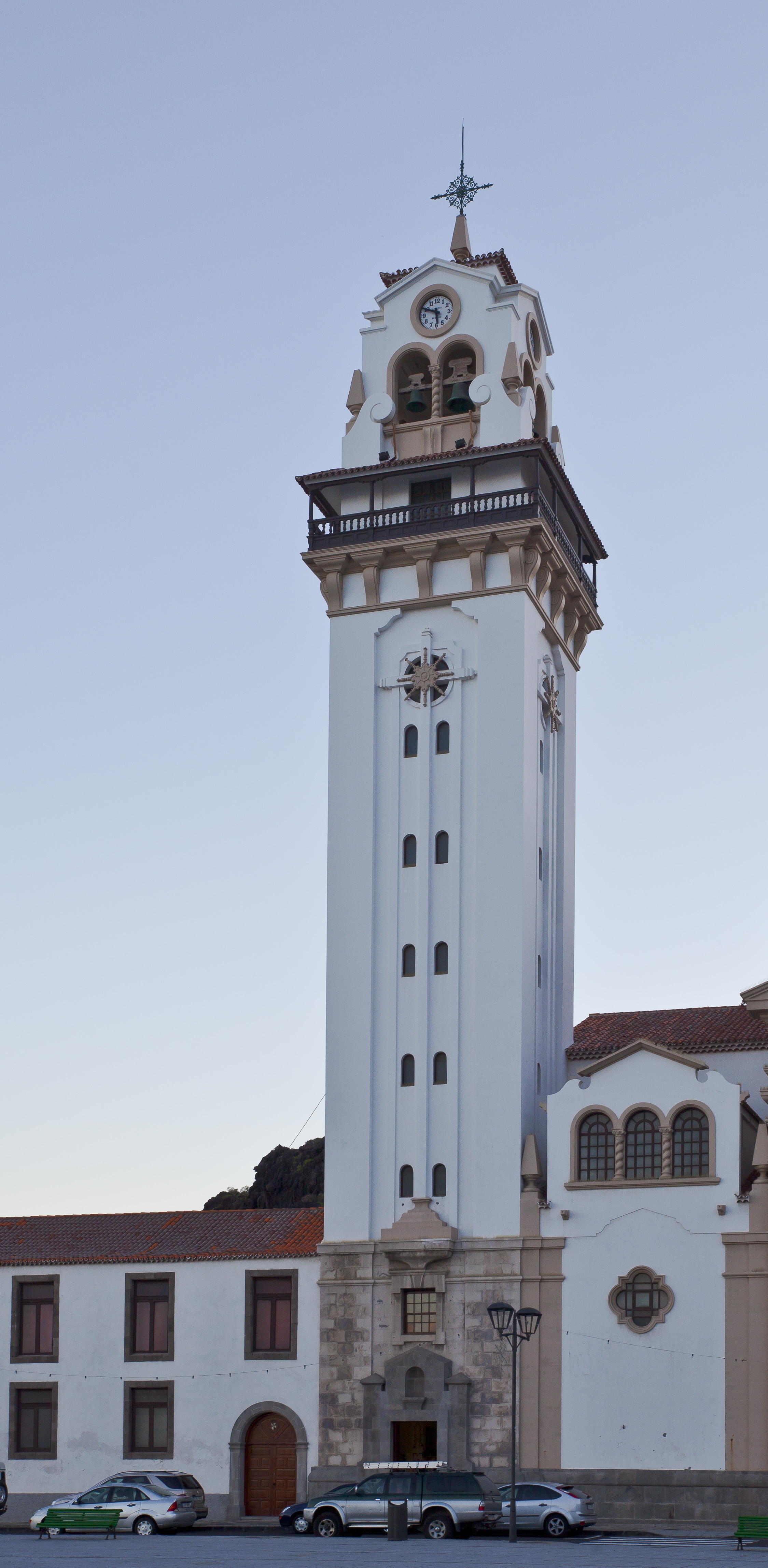
Le beffroi.
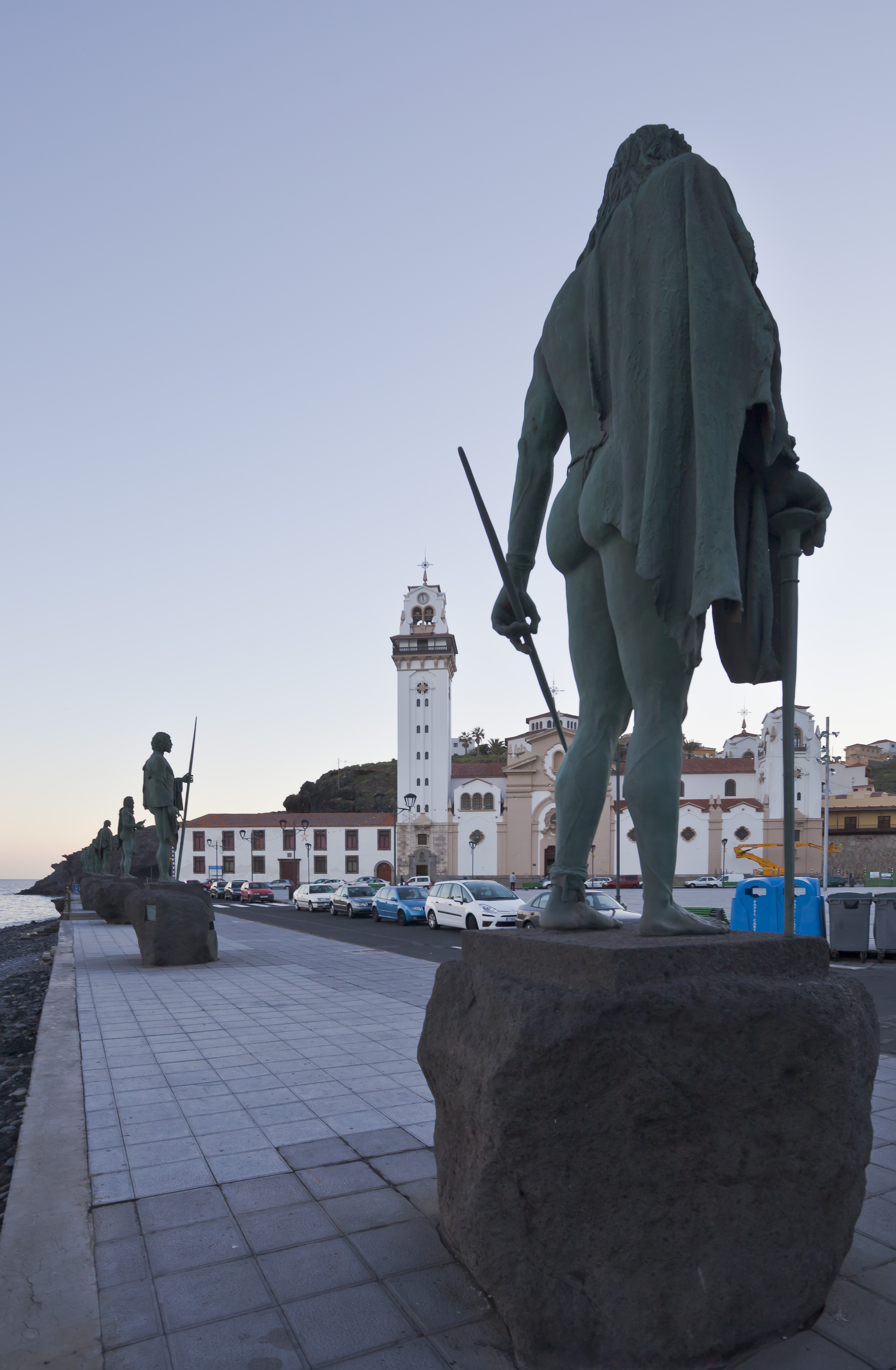
La lace devant la basilique.
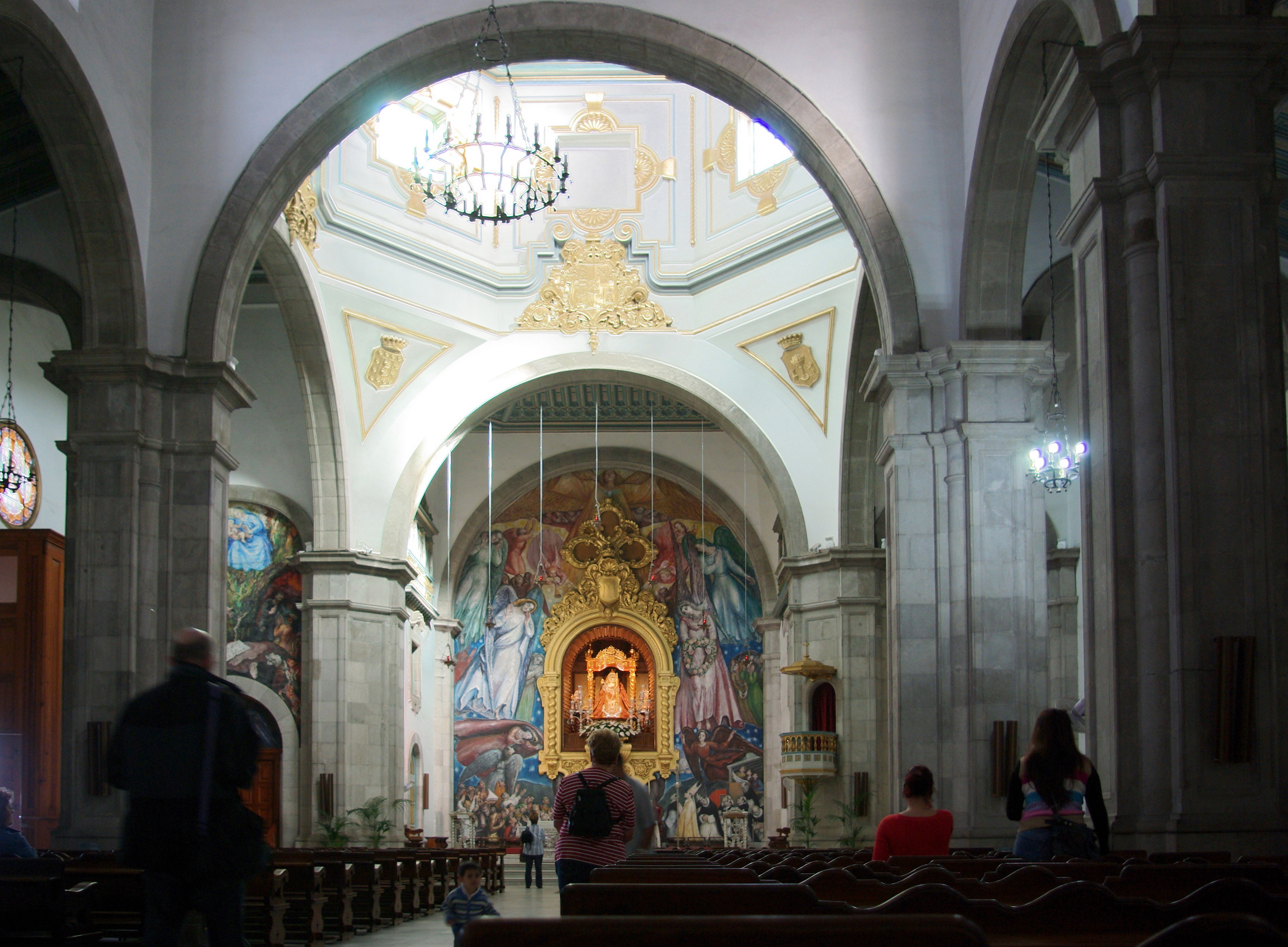
L'intérieur de la basilique avec l'image de la Vierge à l'autel.
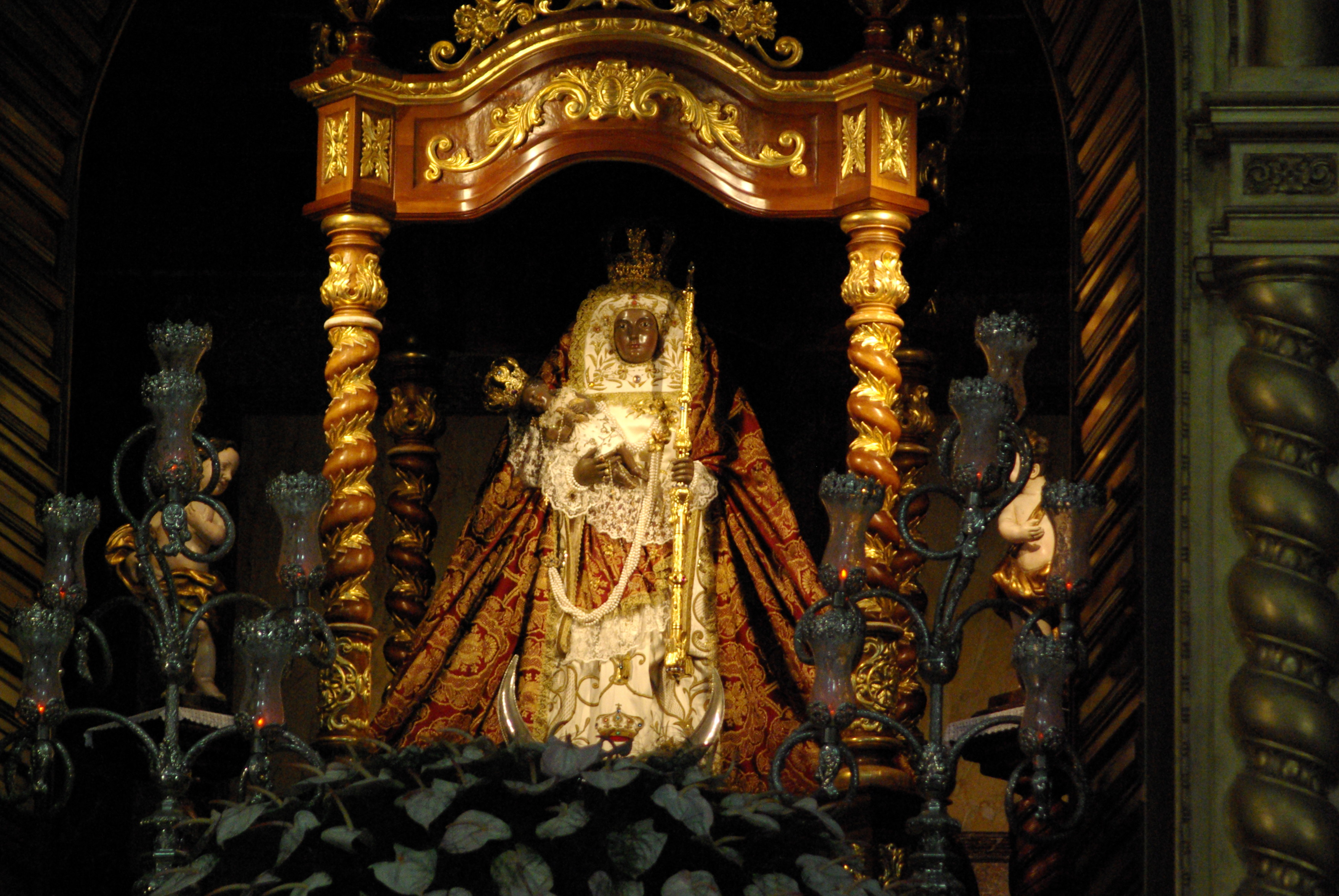
Notre-Dame de Candelaria (Patronne des îles Canaries).
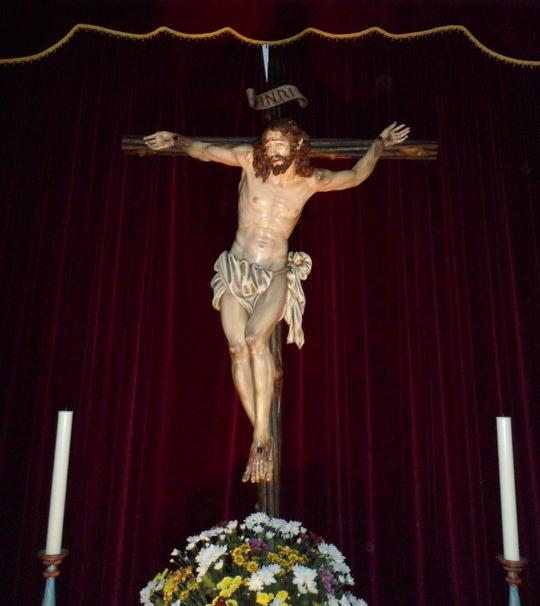
Le Christ de la Réconciliation.
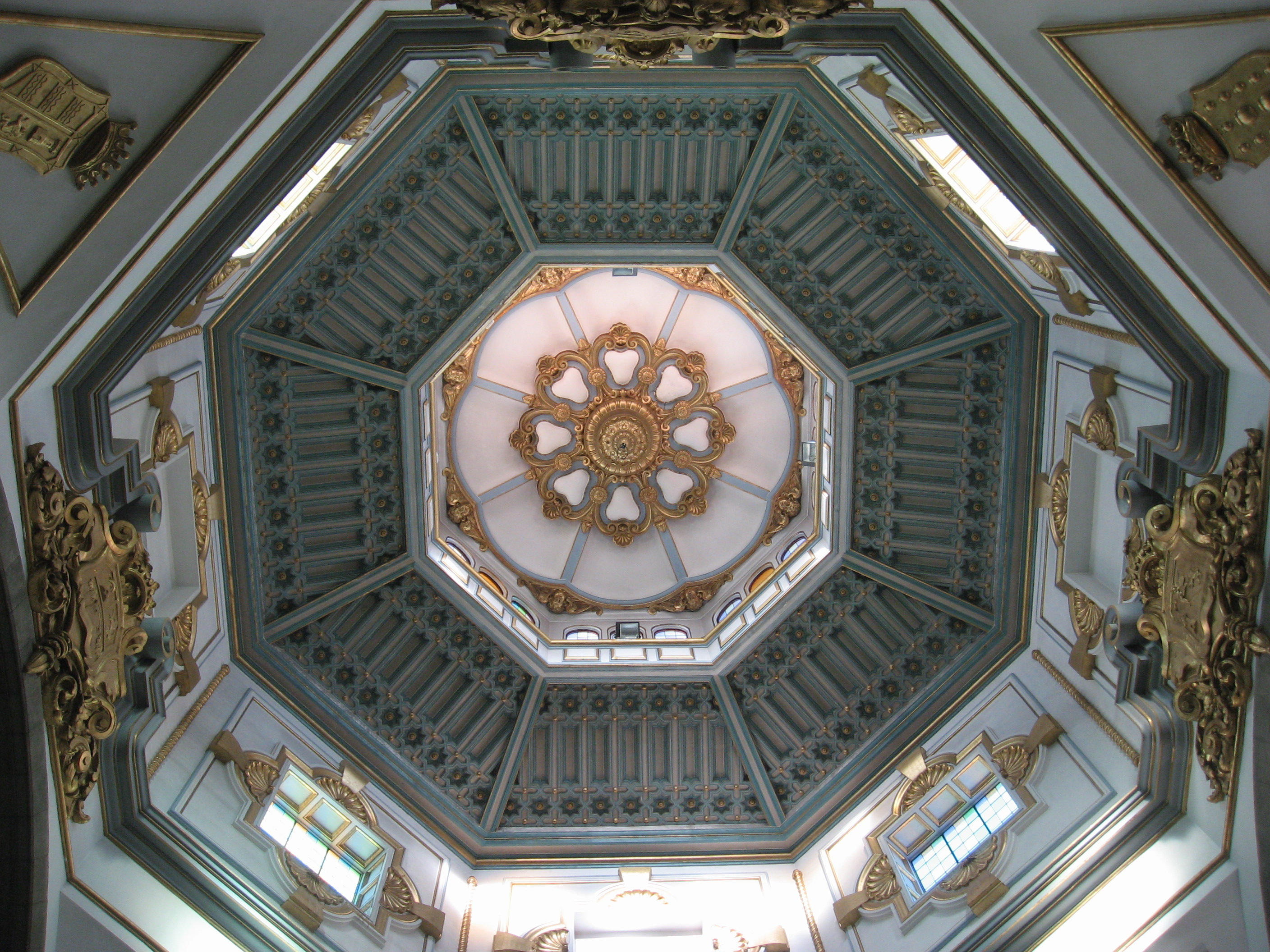
Le dôme de la basilique.